# Взрыв в Галифаксе
Взрыв в Га́лифаксе (англ. Halifax Explosion) произошёл 6 декабря 1917 года. Французский военный транспорт «Монблан», загруженный практически одной взрывчаткой (тротилом, пироксилином и пикриновой кислотой), столкнулся с норвежским кораблём «Имо» в узком проливе, соединяющем внешний рейд порта с заливом Бедфорд-Бэйсин. На судне начался пожар, приведший к взрыву, в результате чего порт и городской район Ричмонд были полностью разрушены. Около 2 тыс. человек погибли непосредственно в результате взрыва, под обломками зданий, из-за возникших пожаров и заплеска воды высотой 18 м. Приблизительно 9 тыс. человек получили ранения, несколько сотен человек лишились зрения. Взрыв в Галифаксе входит в число сильнейших взрывов, устроенных человеком, его считают мощнейшим взрывом доядерной эпохи, оценивая его эквивалент в 2,9 килотонн тротила (12 000 ГДж).

## Хроника событий

### Предыстория и участники

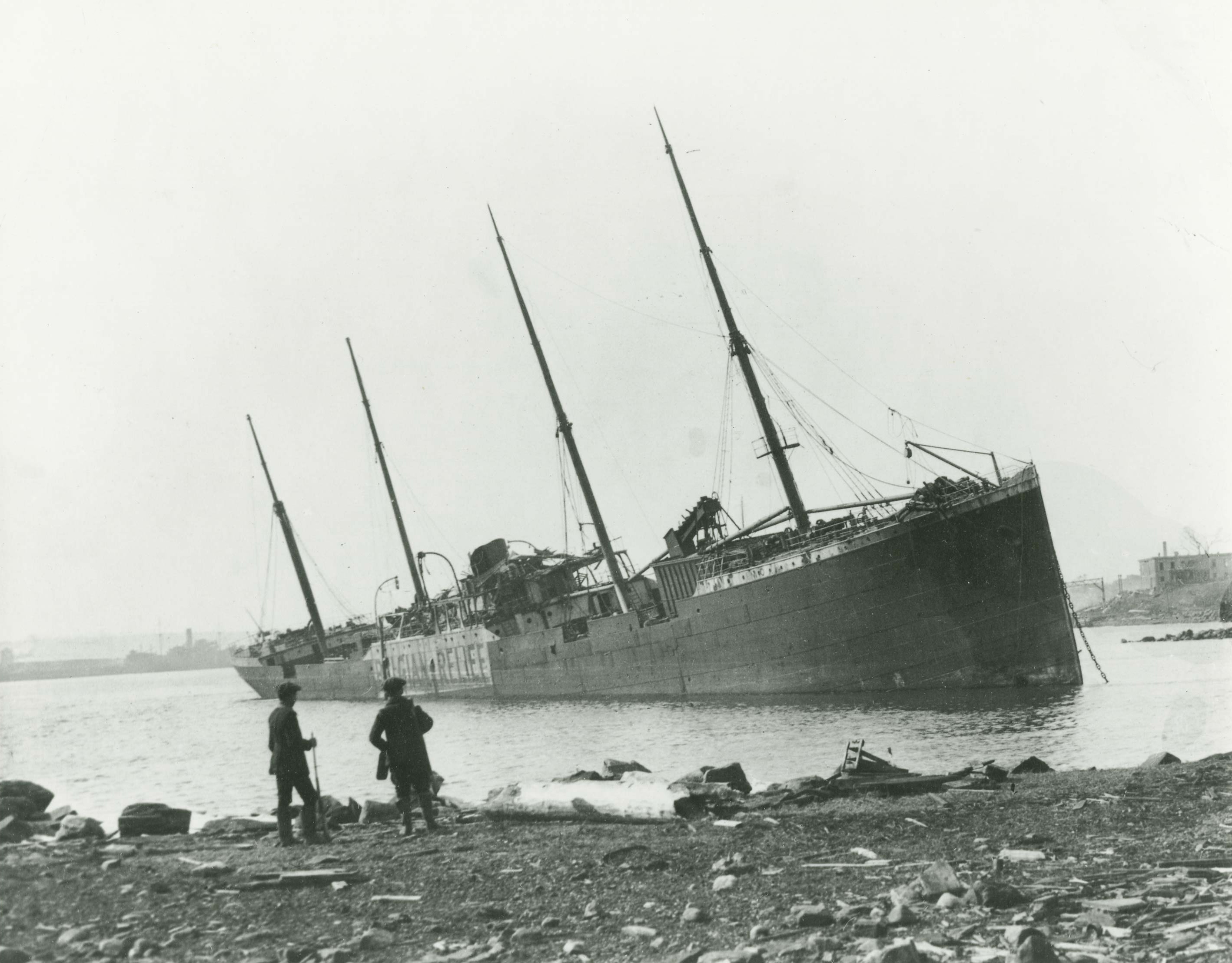
«SS Imo», выброшенный на берег в Дартмуте

Норвежское судно «SS Imo» под командованием капитана Хокона Фрома (Haakon From) выполняло рейс из Нидерландов в Нью-Йорк, где должно было забрать грузы для помощи гражданскому населению Бельгии, пострадавшему от Первой мировой войны. В нейтральный порт Галифакс судно прибыло 3 декабря для проверки и провело в Бедфорд-Бэйсин два дня в ожидании бункеровки. Несмотря на то, что отправление «Имо» было назначено на 5 декабря, уголь прибыл лишь в полдень этого дня, завершить погрузку прежде, чем поставили противолодочные сети, не удалось, и судно осталось в гавани на ночь.
Вспомогательный транспорт «Монблан» (длина — 97,5 м; ширина — 13,6 м; вместимость — 3121 т) был построен в 1899 году в Англии и принадлежал французской судоходной фирме «Компани женераль трансатлантик» (фр. Compagnie Générale Transatlantique). 25 ноября в Нью-йоркском порту судно приняло груз взрывчатых и легковоспламеняющихся веществ:
- пикриновой кислоты — 2300 тонн;
- тротила — 200 тонн;
- пироксилина — 10 тонн;
- бензола в бочках — 35 тонн.

Судно направлялось в Бордо. Капитаном был Эме Ле Медек (фр. Aimé Le Medec).
Промежуточным пунктом на маршруте был Галифакс, где во внутренней гавани формировались конвои для перехода через Атлантику. До войны суда с опасными грузами не допускались в Бедфорд-Бэйсин, но под угрозой атак немецких подводных лодок этот запрет был снят. «Монблан» прибыл на внешний рейд Галифакса вечером 5 декабря и не успел войти в порт до постановки противолодочных сетей. Опытный лоцман Фрэнсис Маккей (Francis Mackey) прибыл на борт «Монблана» вечером 5 декабря и затребовал специальных мер предосторожности (например, корабль сопровождения), но они не были предприняты.

### Столкновение и пожар
В проливе, соединяющем Бедфорд-Бэйсин с рейдом, нормативами судоходства было установлено правостороннее движение и ограничение скорости 5 узлов (9,3 км/ч).
На следующее утро около 7 часов «Монблан» начал заходить в порт вторым по очереди. В это же время из порта начал выходить «Имо», который, стремясь нагнать потерянное время, значительно превысил допустимую скорость. В это время американский торговый пароход «SS Clara» входил в залив по неправильной (западной) стороне пролива, и лоцманы решили разойтись правыми бортами. После этого «Имо» был вынужден взять ещё левее и ближе к Дартмуту из-за портового буксира «Stella Maris», входившего в гавань серединой пролива. Капитан буксира отметил, что «Имо» превышает скорость, и повернул к западному берегу, чтобы избежать столкновения.
«Монблан» двигался по дартмутской стороне. Лоцман Маккей был поглощён наблюдением за паромами, сновавшими между Галифаксом и Дартмутом, и другими мелкими судами и заметил «Имо» на расстоянии 3/4 мили (1,2 км) пересекающим его курс с правого борта. Он дал короткий свисток, указывая таким образом, что имеет преимущество, но «Имо» ответил двойным свистком, сигнализируя, что не намерен изменять курс. «Монблан» застопорил машины, уклонился вправо, к дартмутскому берегу, и снова дал короткий свисток, полагая, что «Имо» сделает такой же манёвр, но тот снова ответил двойным.
На ближайших кораблях матросы собрались посмотреть на возможное столкновение. Оба судна застопорили машины, но по инерции медленно шли друг на друга, и капитан «Монблана», понимая опасность детонации груза при ударе, взял ещё круче вправо. Оба судна расположились почти параллельно друг другу, и в последний момент столкновения удалось избежать. В следующее мгновение «Имо» дал тройной свисток, обозначая намерение дать задний ход, и поперечная тяга правого винта вкупе с низкой осадкой порожнего судна привели к тому, что нос «Имо» в 8:45 врезался в правый борт «Монблана» у трюма № 1.
Повреждения не были значительными, но бензол из повреждённых бочек вытек в трюм и стал испаряться. Капитан «Имо» тут же дал машине задний ход, «Имо» высвободился из пробоины и ушёл. При расцеплении судов трение металла о металл вызвало сноп искр, которые подожгли растёкшийся бензол, и начался пожар, быстро распространившийся от уровня ватерлинии вверх по борту. Густой чёрный дым и страх за собственную жизнь перед немедленным взрывом заставили капитана Ле Медека отдать приказ покинуть судно. Тем временем жители Галифакса из окон и с улицы наблюдали за пожаром. Слабые крики команды «Монблана» о том, что их судно может взорваться, тонули в шуме и общей суматохе.
Дрейфуя, «Монблан» навалился на пирс № 6 в начале Ричмонд-стрит. Буксир «Stella Maris», оставив свой караван, немедленно стал тушить пожар, но капитан Горацио Браннен (Horatio H. Brannen) вскоре понял, что одним стволом ему не справиться, и отошёл. Когда приблизился вельбот с HMS «Highflyer» и чуть позже паровой катер с HMCS «Niobe», капитаны решили завести на «Монблан» канат и оттащить судно от пирса, чтобы огонь не перекинулся на сушу. Пятидюймовый (127 мм в окружности) канат был слишком мал, и послали за десятидюймовым (254 мм), но достать его не успели, произошёл взрыв.

### Взрыв и последствия
В 09:04:30 огонь добрался до груза взрывчатки. Корпус судна был разорван на части, ударная волна распространялась со скоростью более 1 км/с, в эпицентре температура достигала 5000 °C.
Облако дыма поднялось на высоту более 3600 м. На площади 160 га всё было полностью разрушено, взрыв на мгновение обнажил дно гавани и произвёл волновой заплеск высотой 18 метров над уровнем прилива (на стороне Галифакса), выбросив «Имо» на дартмутский берег. Взрывом были убиты наповал все находившиеся на катере; все, кроме одного человека, на китобое; и 21 из 26 членов команды буксира, который также забросило на дартмутский берег. Из находившихся на мостике «Имо» четверых человек — капитана Фрома, лоцмана Хайеса, старшего офицера Иверсона и рулевого Йохансена — выжил только рулевой, среди других членов команды погибли матрос Иверсон, кочегар Кальстром, плотник Керсенбоом и боцман Петерсен. В команде «Монблана» погиб лишь один человек. Оплавленный ствол 90-мм носовой пушки «Монблана» нашли в 5,6 км к северу, а часть якоря массой в полтонны — в 3,2 км к югу, 100-килограммовый кусок шпангоута был найден в лесу в 19 км от эпицентра взрыва.
Всего более 1600 человек погибли непосредственно во время взрыва, около 9000 были ранены (и 300 скончались от ран). Несколько сотен человек, смотревших на пожар из окон, были ослеплены осколками. В радиусе 2,6 км здания были либо полностью разрушены, либо серьёзно повреждены. Многие люди сгорели заживо, так как от разрушенных печей начались массовые пожары, бушевавшие несколько дней. Многие раненые замёрзли под обломками, так как на следующий день похолодало и начался буран.
Вспоминает пожарный Билли Уэлс (Billy Wells), единственный выживший из восьми членов экипажа пожарной машины «Patricia»:

Ужасное зрелище. Мертвецы свешивались из окон, иным оторвало головы, других — забросило на телеграфные провода.
Оригинальный текст (англ.)The sight was awful, with people hanging out of windows dead. Some with their heads missing, and some thrown onto the overhead telegraph wires.

Каменные фабричные здания близ шестого пирса, как, например, сахарный завод «Acadia Sugar Refinery», обратились в груды строительного мусора, под которыми погибло большинство рабочих. На хлопчатобумажной фабрике «Nova Scotia» в полутора километрах от эпицентра обрушились железобетонные перекрытия и начался пожар. Здание Королевского морского колледжа было сильно повреждено, несколько кадетов и преподавателей покалечено. На станции Ричмонд и её грузовом дворе погибли 55 железнодорожников и пострадало более 500 вагонов. Станция «North Street», одна из самых оживлённых в Канаде, была сильно повреждена.

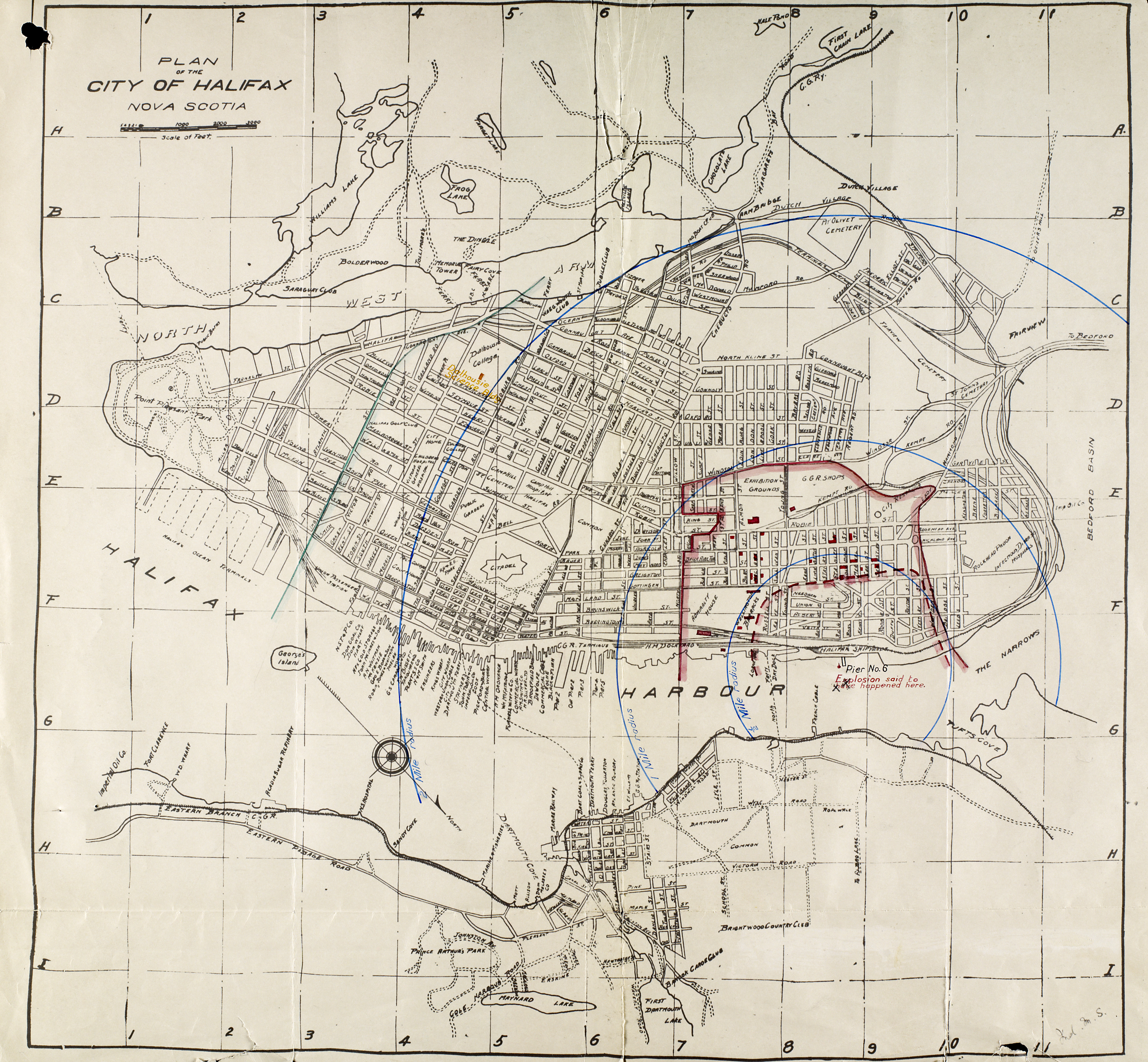
План Галифакса с указанием радиусов зон разрушений

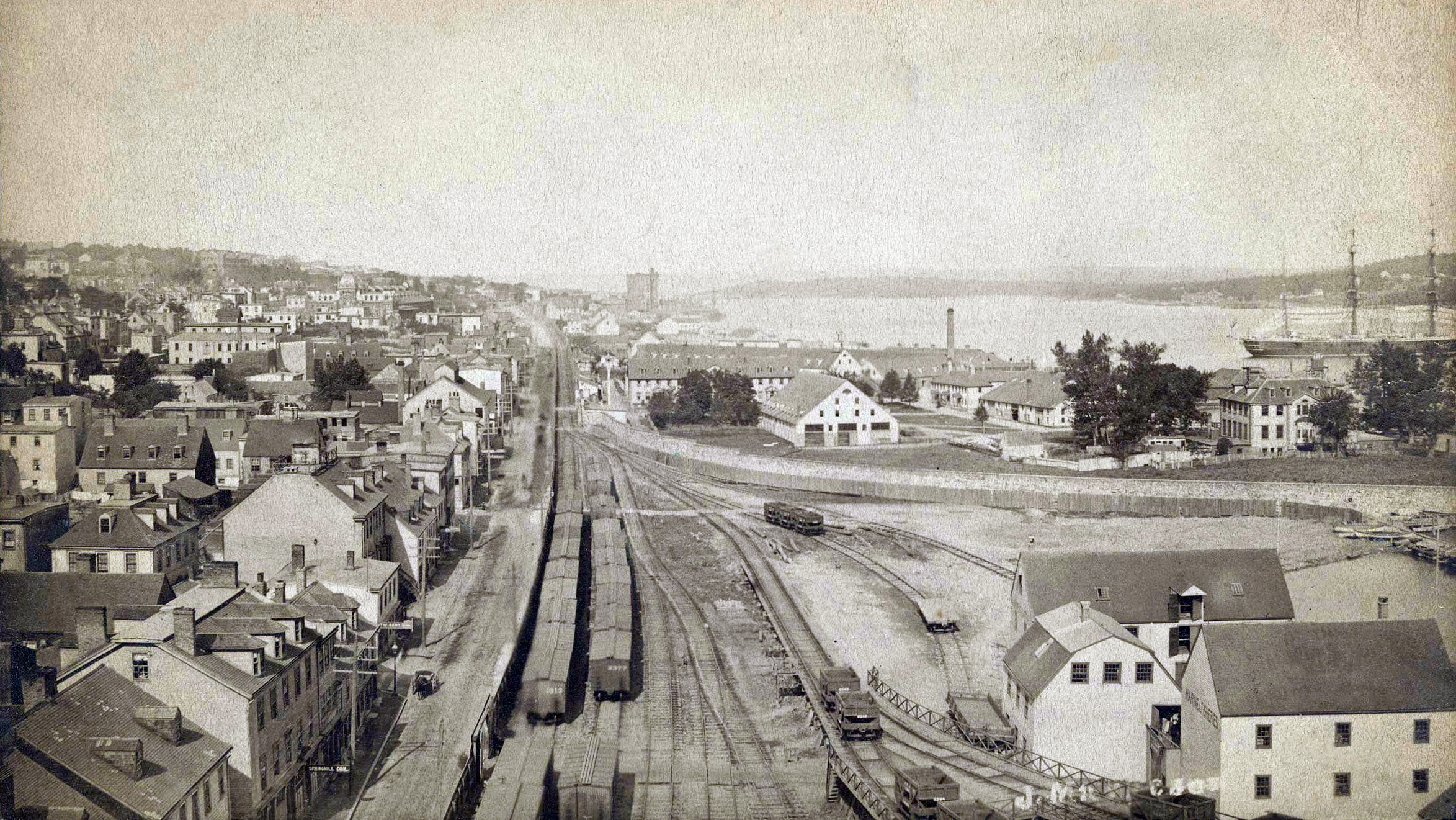
До взрыва: вид с элеватора сахарного завода на север в 1900 году
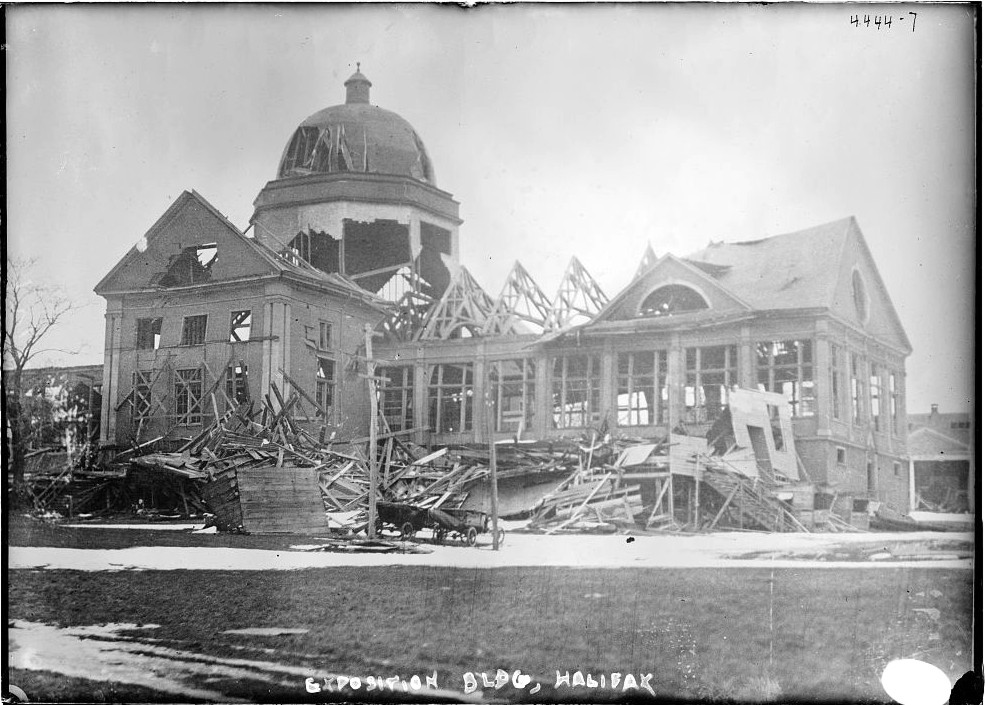
Здание выставочного комплекса
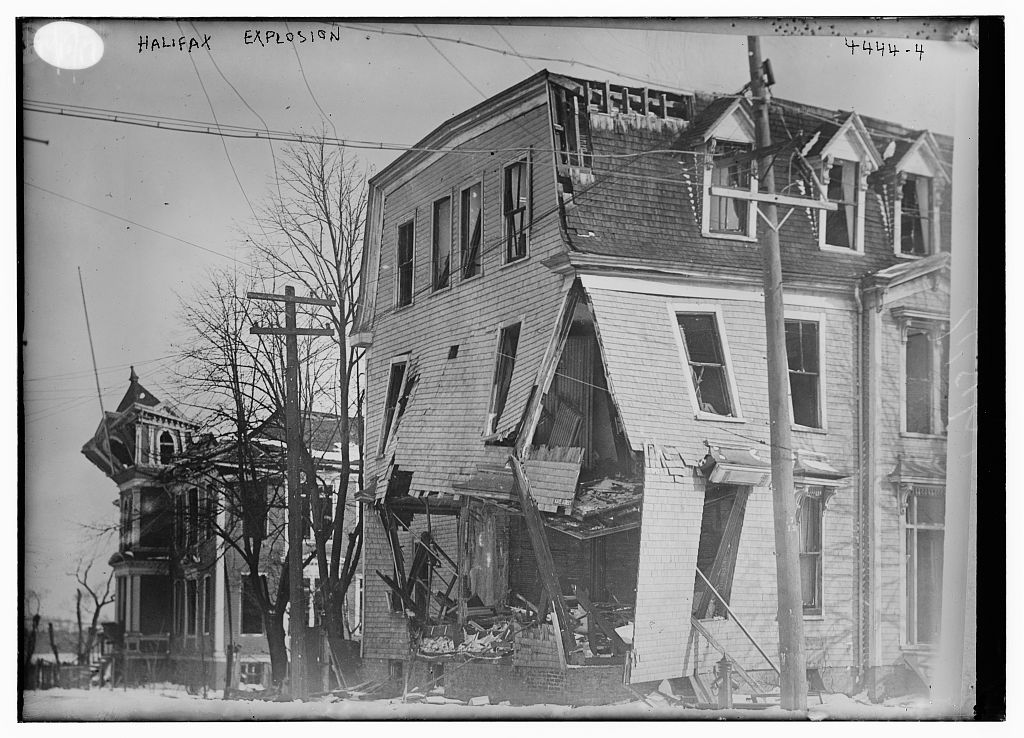
Повреждённый дом

### Винсент Коулмен
Потери могли бы быть ещё больше, если бы не самопожертвование диспетчера Intercolonial Railway по имени Патрик Винсент Коулмен (Patrick Vincent (Vince) Coleman), чьё рабочее место было на товарном дворе в 230 метрах от 6-го пирса. Винсент и его коллега Уильям Ловетт (William Lovett) узнали от одного из матросов с «Монблана» о его грузе и побежали спасаться, но Коулмен вспомнил о том, что с минуты на минуту должен прибыть пассажирский поезд из Сент-Джона (провинция Нью-Брунсвик). Вернувшись на пост, он стал по телеграфу требовать остановки поезда.
Сохранилось несколько телеграмм, например, в Морском музее Атлантики:

Остановите поезд. Судно с боеприпасами горит в порту, приближаясь к пирсу 6, и взорвётся. Наверное, это моё последнее сообщение. Прощайте, парни.
Оригинальный текст (англ.)Hold up the train. Ammunition ship afire in harbor making for Pier 6 and will explode. Guess this will be my last message. Good-bye boys.

Эти сообщения привели к полной остановке движения поездов вокруг Галифакса, а также дошли до всех остальных станций «Intercolonial Railway», позволив железнодорожникам немедленно принять меры. Ночной пассажирский поезд № 10 из Сент-Джона остановился в Рокингеме на безопасном расстоянии от взрыва, и Коулмен таким образом сохранил жизни порядка 300 человек, но сам погиб при взрыве. Патрик Коулмен был введён в зал славы Канадских железных дорог в 2004 году, и в его честь в 2018 году был назван новый паром на переправе Галифакс — Дартмут.

## Спасательная операция

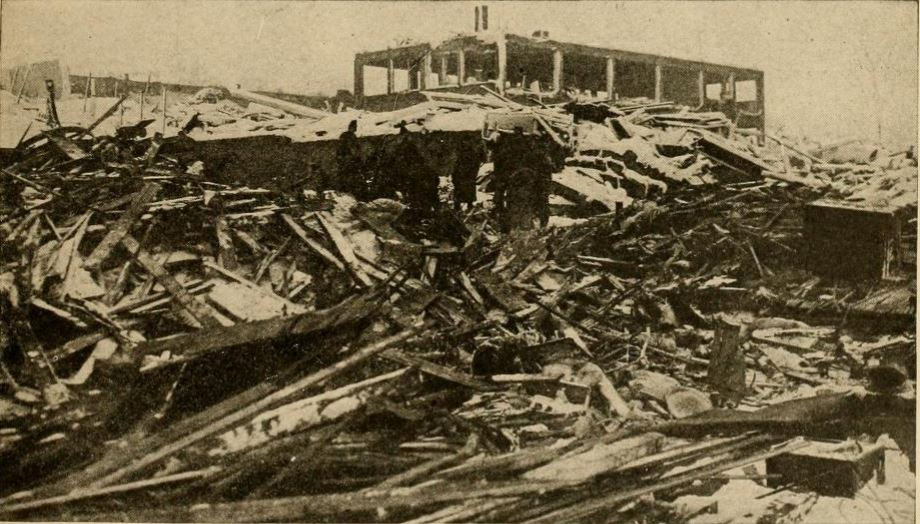
Галифакс. Начало спасательной операции

Первыми спасением пострадавших занялись их выжившие соседи и коллеги, к которым вскоре присоединились полицейские, пожарные, военные и люди с любыми транспортными средствами. Автомобили, грузовики и повозки были мобилизованы на вывоз раненых. Больницы города были наводнены пострадавшими и скоро переполнились. Недавно созданный военный госпиталь «Camp Hill» принял 6 декабря приблизительно 1400 человек.
Местные пожарные начали тушить «Монблан» ещё до того как произошёл взрыв, и другие команды продолжили прибывать после него на спасательных поездах. Первой на пирс № 6 прибыла команда станции № 2 Вест-стрит на первой в Канаде пожарной машине «Patricia». В момент взрыва они раскатывали рукава, потому что огонь уже перекинулся на пирс, и 9 пожарных погибли.
Британские крейсеры HMS Highflyer, HMS Knight Templar, HMS Calgarian, а также вооружённое торговое судно HMS Changuinola первыми отправили на берег организованные спасательные команды и медиков, а также начали принимать раненых на борт. Куттер береговой охраны США также высадил на берег спасательную команду. В открытом море взрыв миновали крейсер флота США USS Tacoma и вооружённое торговое судно USS Von Steuben (бывшее SS Kronprinz Wilhelm). Крейсер Tacoma так сильно качнуло ударной волной, что на нём пробили боевую тревогу. Заметив столб дыма, Tacoma изменил курс и прибыл в Галифакс в 14 часов, Von Steuben — на полчаса позднее. Американский пароход Old Colony в доке Галифакса не пострадал от взрыва и был переоборудован под лазарет, укомплектованный медицинским персоналом с британских и американских боевых кораблей, находившихся в порту.
Первой версией причины взрыва была бомба, сброшенная с немецкого самолёта. Расквартированные в городе войска и артиллерия были немедленно приведены в боевую готовность, но уже час спустя, когда истинные причины стали известны, переключились на спасательную операцию.
В оружейных складах Веллингтонских казарм потушили начавшийся было пожар, но пар, выходивший из вентиляционных труб, был виден издалека, и разошлись слухи о неизбежном втором взрыве. Военные стали очищать окрестности казарм. Многие люди бежали из своих домов, и эти беспорядки мешали спасательной операции в течение ещё двух часов, пока к полудню слухи о втором взрыве не были опровергнуты. Тем не менее, спасатели не поддавались панике, и флотские команды продолжали работу в порту.
Выжившие в самом центре бедствия работники железной дороги вытаскивали людей из-под обломков. Ночной поезд из Сент-Джона незначительно пострадал от взрыва и продолжил путь к Ричмонду, пока не был остановлен завалами на пути. Пассажиры и солдаты занялись раскапыванием завалов и помощью раненым. Погрузив пострадавших, поезд в 13:30 отбыл в Труро.
Около полудня видные горожане под руководством лейтенант-губернатора Новой Шотландии Мак-Каллума Гранта (MacCallum Grant) образовали спасательную комиссию. Комиссия назначила ответственных за:
- организацию медицинской помощи в Галифаксе и Дартмуте,
- транспорт,
- питание,
- расселение лишившихся крова горожан,
- покрытие медицинских расходов и оплату похорон.

Комиссия действовала до 1976 года, принимая участие в восстановлении зданий и обеспечении пострадавших пенсиями.
Спасательные поезда направились в Галифакс со всего атлантического побережья Канады и с северо-востока США. Первый поезд отбыл из Труро уже в 10 часов, к полудню доставил в Галифакс врачей, медикаменты и продукты и в 15 часов вернулся в Труро с ранеными и беженцами. Железнодорожный путь дальше Рокингэма (на западном краю Бедфорд-Бэйсин) был повреждён, и спасатели с поездов были вынуждены добираться до раненых по заваленным улицам, пока военные не начали разгребать обломки. К вечеру прибыли уже 12 поездов из Труро, Кентвилла, Амхерста, Стеллартона, Пикту и Сидни, а также из Саквилла, Монктона и Сент-Джона (Нью-Брансуик).
На следующий день спасательная операция осложнилась метелью, которая покрыла Галифакс слоем снега в 40 см. Поезда остановились, телеграфные линии, наскоро отремонтированные после взрыва, снова оборвались. Спасатели были вынуждены остановить поиски пострадавших под завалами, зато метель помогла потушить вспыхнувшие в городе пожары.

## Расследование и суды
Многие в Галифаксе сперва подумали, что взрыв был результатом немецкой диверсии. Газета «Halifax Herald» некоторое время поддерживала эту версию, сообщая о том, что немцы высмеивали жертв. Сразу же после взрыва все немцы в Галифаксе были арестованы. Пока рулевой с «Имо» норвежец Йон Йохансен (John Johansen) находился в больнице с серьёзными травмами, военная полиция получила сообщение о его подозрительном поведении, и Йохансен был арестован как немецкий шпион после того, как у него было обнаружено письмо, якобы на немецком языке, но в конце концов оказалось, что письмо написано по-норвежски. По мере выяснения истинных причин взрыва эти подозрения рассеивались, хотя и не исчезли до конца.
Судебное следствие началось 13 декабря 1917 года в уцелевшем здании городского суда Галифакса под председательством Артура Дрисдейла (Arthur Drysdale). Заключение, вынесенное 4 февраля 1918 года, признало обвиняемыми в столкновении судов:
- капитана «Монблана» Эме Ле Медека (Aimé Le Médec),
- лоцмана «Монблана» Фрэнсиса Маккея (Francis Mackey),
- коммандера Ф. Эвана Уайатта (F. Evan Wyatt), старшего офицера ВМС Канады, ответственного за порт Галифакс, пропускной режим в нём и противолодочные средства[56].

Судья Дрисдейл согласился со мнением специального уполномоченного Демерса (L. A. Demers), что:

только на «Монблане» лежала ответственность любой ценой избегать столкновений
Оригинальный текст (англ.)it was the Mont-Blanc's responsibility alone to ensure that she avoided a collision at all costs

с учётом характера перевозимого груза. Возможно, что судья был предубеждён общественным мнением, которое было резко антифранцузским, а также был спровоцирован «уличным» стилем выступления адвоката «Имо» Чарльза Бёрчелла (Charles Burchell). Как пишет обвинитель У. А. Генри (W. A. Henry), решение стало

большим сюрпризом для большинства людей
Оригинальный текст (англ.)a great surprise to most people

которые ожидали, что вина будет возложена на «Имо», шедшее по неправильной стороне пролива. Всех троих обвиняли в преступной неосторожности, повлёкшей гибель людей. Бенджамин Рассел (Benjamin Russell), судья верховного суда провинции Новая Шотландия, не счёл обвинения обоснованными. С Маки и Ле Медека обвинения были сняты, и только Уайатт предстал перед присяжными, которые 17 апреля оправдали его, прозаседав меньше, чем один день.
Судья Дрисдейл также провёл гражданский процесс, на котором судовладельцы судились друг с другом в определении компенсаций ущерба. 27 апреля 1918 года он вынес решение, согласно которому вся ответственность была возложена на «Монблан». Апелляции в Верховный Суд Канады (19 мая 1919 года) и Судебный комитет Тайного совета (22 марта 1920 года) определили «Монблан» и «Имо» в равной степени виновными в навигационных ошибках, приведших к столкновению. Ни одна из сторон не была осуждена за какое-либо преступление или иным образом успешно привлечена к ответственности за любые действия, которые спровоцировали катастрофу.
Французское правительство не признало это решение. Ле Медек продолжал служить в «Компани женераль трансатлантик» до 1922 года, а в 1931 году, в связи с выходом на пенсию, был награждён орденом Почётного легиона.

## Итоги
Пароход «Имо» в 1918 году сняли с мели, отремонтировали и переименовали в «Гивернорен». В 1921 году он во время рейса в Антарктику наскочил на скалы и затонул. Бронепалубный крейсер Королевского канадского военно-морского флота «Найоби», имевший длину свыше 140 м и водоизмещение около 11 000 тонн, получил настолько серьёзные повреждения, что так и не вышел из ремонта, и в 1920-х годах был списан.
По официальной информации, из-за взрыва погибло 1963 человека (по данным 2002 года, были опознаны 1950 человек), пропало без вести около 2000 человек. В трёх городских школах из 500 учеников выжило лишь 11. Район Ричмонд, находящийся в северной части города, был практически полностью стёрт с лица земли. Всего в городе было полностью разрушено 1630 зданий, 12 000 были сильно повреждены. Общий материальный ущерб от катастрофы составил 35 миллионов канадских долларов.
18 июля 2013 года в возрасте 98 лет умерла Мэри Анастэйша Мёрфи — последняя из переживших взрыв жителей Галифакса, ей тогда было 2 года.

## В искусстве
- В 2003 году в Канаде был снят мини-сериал «Разрушенный город», который повествует о событиях в Галифаксе[65].
- В 2022 году Венди Тилби и Аманда Форбис сняли короткометражный анимационный фильм «Летающий моряк», герой которого взлетает на воздух вследствие взрыва; фильм основан на истории одного из моряков, переживших взрыв 1917 года.

### Читать также
- И. М. Короткин. Аварии и катастрофы кораблей. — М.: Судостроение, 1977.;
- Скрягин Л. Н. Как пароход погубил город: Очерки о катастрофах на реках, озёрах и в портах. — М.: Транспорт, 1990. — 272 с. — 125 000 экз. — ISBN 5-277-01037-8.